# Aio Fukuda
Aio Fukuda (japanisch 福田 愛大 Fukuda Aio; * 18. Dezember 1994 in der Kawasaki) ist ein japanischer Fußballspieler.

## Karriere
Fukuda erlernte das Fußballspielen in der Schulmannschaft der Nihon Gakuen High School und der Universitätsmannschaft der Saitama Institute of Technology. Seinen ersten Vertrag unterschrieb er 2017 bei FC Ryukyu. Der Verein spielte in der dritthöchsten Liga des Landes, der J3 League. Im September 2018 beendete er seine Karriere als Fußballspieler.